# آراء تشارلز داروين الدينية

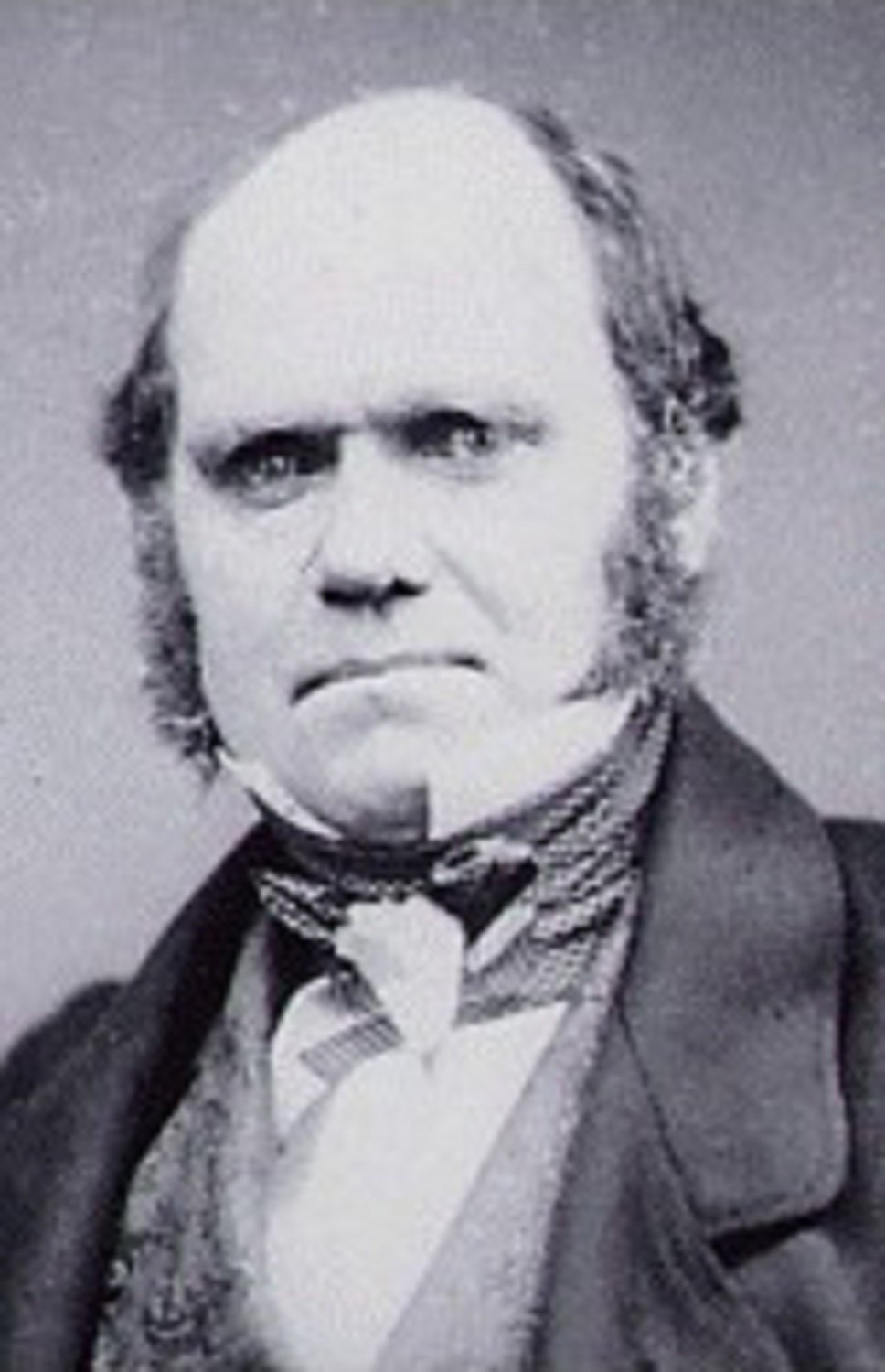

كانت آراء تشارلز داروين حول الدين موضع اهتمام وجدل كبير. لعب عمله المحوري في مجال تطوير علم الأحياء الحديث ونظرية التطور دورًا بارزًا في المناظرات التي أقيمت حول الدين والعلم في ذلك الوقت. في أوائل القرن العشرين، أصبحت مساهماته محور جدلية الخلق والتطور في الولايات المتحدة.

في حين جاء داروين ليهاجم بشدة التشريعات العقائدية للكنيسة الأنجليكانية والمسيحية بشكل عام، أوضح لاحقًا موقفه بصفته لاأدريًا ردًا على رسالة من جون فوردايس:
«لم أكن أبدًا ملحدًا بمعنى أن أنكر وجود إله، حتى في أشد تقلباتي.- على العموم أعتقد (ويزيد اعتقادي بذلك كلما تقدمت في السن) ولكن ليس دائمًا، أن وصف اللاأدري هو الوصف الأصح لحالتي الذهنية».
كان تشارلز داروين من خلفية توحيدية منشقة (بوتستانت منشقين)، لكنه درس في مدرسة أنجليكانية. قصد داروين جامعة كامبريدج للحصول على درجة البكالوريوس المطلوبة في الآداب، بهدف أن يصبح رجل دين، والتي تضمنت دراسات في اللاهوت الأنجليكاني. اهتم كثيرًا بالتاريخ الطبيعي وأصبح مفعمًا بالحماس تجاه العلم كما وصفه جون هيرشل، مستندًا على اللاهوت الطبيعي لويليام بيلي الذي قدم الحجة الغائية لتفسير التكييف بأن الله يتصرف وفق قوانين الطبيعة. في رحلة سفينة البيغل، بقي داروين أرثوذكسيًا وبحث عن «مراكز الخلق» لتفسير التصنيف، ولكن في نهاية الرحلة بدأ يشك في أن الأنواع ثابتة. بحلول هذا الوقت كان ينتقد الكتاب المقدس من ناحية أصوله وتساءل لماذا لا تكون جميع الأديان بنفس المستوى من الصحة. بعد عودته في أكتوبر 1836، طور أفكاره الجديدة في الجيولوجيا ثأ ثناء تأمله حول فكرة تطفير الأنواع وتفكيره في الدين.
بعد زواج داروين من إيما ويدجوود في يناير عام 1839، تبادلا النقاشات حول المسيحية لعدة سنوات، كانت آراء إيما توحيدية مثل الكثير من أفراد عائلتها. تبرر ثيودوثيا بالي وتوماس مالتوس الشرور مثل الجوع بأنها نتيجةٌ لقوانين الخالق الخيّرة التي كان تأثيرها الإجمالي جيدًا بالنسبة لداروين، قدم الاصطفاء الطبيعي الجينات الجيدة لعملية التكيف ولكنه أزال الحاجة إلى التصميم، ولم يستطع رؤية عمل إله قادر على كل شي ء وسط كل هذه الآلام والمعاناة مثل دبور النمس الذي يشل اليرقات جاعلا منها غذاء حيًّا لبيوضه. حتى عام 1844، تبع دارون بيلي في رؤية الكائنات الحية على أنها تكيفت تمامًا مع وجود القليل من العيوب، ولم يعدِّل هذا الرأي جزئيًا إلا بحلول عام 1859. يعكس كتاب أصل الأنواع وجهات النظر اللاهوتية. على الرغم من نظرته للدين على أنه إستراتيجية قبلية للبقاء، بقي داروين مؤمنا أن الله هو المشرّع الأعلى، وذكر لاحقًا أنه في ذلك الوقت كان مقتنعًا بوجود الله باعتباره الحجة الكونية واستحق أن يوصف بأنه مؤمن بوجود إله واحد. تذبذب رأيه هذا لاحقًا، واستمر في استكشاف الشكوك الوجدانية، دون تكوين آراء ثابتة حول بعض الأمور الدينية.
استمر داروين في لعب دور قيادي في أعمال الرعية في الكنيسة المحلية. ولكن ابتداءً من عام 1849 كان يذهب للمشي في أيام الأحد في الوقت الذي تقصد عائلته فيه الكنيسة. على الرغم من تحفظه على آرائه الدينية، فقد رد في عام 1879 بأنه لم يكن ملحدًا أبدًا بمعنى إنكار وجود إله، وأن «اللاأدرية هو الوصف الأكثر صحة لحالتي الذهنية». ذهب إلى حد القول إن «العلم لا علاقة له بالمسيح، إلا إذا كانت عادة البحث العلمي تجعل الإنسان حذرًا في قبول الأدلة. بالنسبة لي، لا أومن بوجود الوحي على الإطلاق. أما بالنسبة للحياة المستقبلية، يجب على كل انسان أن يختار بين الاحتمالات الغامضة المتضاربة».

## خلفية داروين الدينية
ولد تشارلز داروين خلال الحروب النابليونية ونشأ في أعقابها، وكان تلك الفترة عصرًا محافظًا قامت فيه الحكومة التي يهيمن عليها حزب المحافظين والتي ارتبطت ارتباطًا وثيقًا بالكنيسة الأنجليكانية الإنجليزية بقمع الراديكالية، ولكن عندما تذكر ذكريات العائلة عصر التنوير في القرن الثامن عشر والعديد من الكنائس البروتستانية المنشقة يظهر وجود تفسيرات مختلفة للمسيحية. امتد دعمه لحزب الأحرار البريطاني إلى عائلة داروين وويدجوود الذين كانوا توحيديين وبقوة، على الرغم أن أحد أجداده، وهو إراسموس داروين، كان مفكرًا حرًا، وكان والده مفكرًا حرًا مسالمًا ولكن كطبيب تجنب أي صراع اجتماعي مع زبائنه الأنجليكانيين الأثرياء. كان والدا داروين منفتحين بما يكفي للتغيير الضغوط الاجتماعية لذلك عمد تشارلز في كنيسة إنجلترا، بينما أخذت والدته المتدينة الأطفال إلى كنيسة الموحدين. بعد وفاتها عندما كان داروين في الثامنة من عمره فقط وأصبح تلميذا داخليا في مدرسة شروزبري، وهي مدرسة عامة أنجليكانية.

### إدنبرة - تحرير الدراسات الطبية ونظرية التطور لاماركية
كانت الجامعتان الموجودتان في إنجلترا، وهما أكسفورد وكامبريدج، تابعتين للكنيسة الإنجليزية وطالبتا الطلاب بالتوقيع على البنود التسعة والثلاثين للعقيدة الأنجليكانية، لذلك أرسل العديد من الإنجليز البروتستانت المنشقين أطفالهم إلى الجامعات الاسكتلندية التي تتمتع بسمعة أفضل في مجالات مثل الطب، التحق تشارلز في البداية بجامعة إدنبرة، وأثناء تأجيله لدراسة الطب أبدا اهتمامًا فعالًا بالتاريخ الطبيعي في جمعية بلينيان. كان ويليام إيه.ف.براون الراديكالي أحد مقدمي اقتراحه للجمعية، وفي 27 مارس 1827 جادل براون بأن الإدراك والوعي هما ببساطة جوانب من نشاط الدماغ، وليست «أرواحًا» أو كيانات روحانية منفصلة عن الجسد. تلا ذلك نقاش حاد، وبعدها حذف ألأشخاص أي ذكر لهذه البدعة المادية في محضر الجلسة. كانت هذه هي المرة الأولى التي يعرض فيها أمام داروين الفكر الحر المناضل والحجج التي أثارها. في إحدى المناسبات، ناقش روبرت إدموند غرانت أفكار جان باتيست لامارك التطورية. ما أذهل داروين، وكان قد قرأ مؤخرًا نفس الأفكار لجده إيراسموس لكنه بقي غير مكترث.
نشأ التاريخ الطبيعي من فكرة القائلة بأن أنواع النباتات والحيوانات المختلفة أظهرت عجائب قدرة الله على الخلق، ما يجعل دراستها وفهرستها إلى أنواع جديرة بالاهتمام. في زمن داروين، كان من الشائع أن يكون رجال الدين علماء طبيعة، بالرغم من أن الاكتشافات العلمية قد فتحت الباب على أفكارٍ حول الخلق. بقيت الكنائس القائمة (في إنجلترا واسكتلندا) والجامعات الإنجليزية مصرة على كون مصدر خلق الأنواع إلاهي وأن الإنسان متميز عن «الرتب الدنيا»، لكن الكنيسة التوحيدية رفضت هذه التعاليم حتى أنها أعلنت أن العقل البشري يخضع للقوانين الفيزيائية.ذهب إيراسموس داروين إلى أبعد من ذلك وسأل في عمله الذي كان بعنوان  زونوميا«... هل ستكون جرأة كبيرة أن نتخيل أن جميع الحيوانات ذوات الدم الحار قد نشأت من خيط حي واحد، والسبب الأول العظيم أعطاها صفة الحيوانية... وبامتلاك القدرة على الاستمرار في التحسين من خلال نشاطه الفطري، ونقل هذه التحسينات عن طريق الأجيال إلى الأجيال المستقبلية، سيكون عالمًا بلا نهاية!»، توقعات لاماركية.